# Lijst van beschermd erfgoed in de gemeente Préizerdaul
In deze lijst van beschermd erfgoed in de gemeente Préizerdaul zijn alle geclassificeerde nationale monumenten van de Luxemburgse gemeente Préizerdaul opgenomen.

## Monumenten per plaats

### Platen
| Object    | Bouwjaar/architect | Locatie       | Datum beschermd?      | Coördinaten | Afbeelding |
| --------- | ------------------ | ------------- | --------------------- | ----------- | ---------- |
| Boerderij |                    | rue du Pont 7 | 21 december 2007 (MN) |             |            |

## Bron
- Liste des immeubles et objets classés monuments nationaux ou inscrits à l'inventaire supplémentaire